# Ignaz Hofer
Ignaz Hofer (* 15. Juni 1790 in Schwanberg; † 2. August 1862 in Graz) war ein österreichischer Maler und Grafiker.

## Leben
Der 1790 in Schwanberg geborene Ignaz Hofer studierte Rechtswissenschaften und war danach zwei Jahre im Staatsdienst tätig. Von 1816 bis 1817 fungierte er als provisorischer Direktor der landschaftlichen Zeichenakademie in Graz. 1820 wirkte Hofer als Zeichenlehrer in Triest, später beim Prinzen Félix Baciocchi. 1823 wurde Hofer zum Ehrenmitglied der Akademie von Bologna ernannt. 1828 gründete er die erste lithographische Anstalt in Graz. Er galt als „liebensürdiger“ Blumen- und Tiermaler. Zudem wurde Ignaz Hofer der „Maler des Bürgertums“ genannt.

## Werke (Auswahl)
- Jagdbeute
- Fruchtstück
- Blumenstücke aus den Jahren 1849, 1851, 1861 im Joanneum Graz